# Mouzay (Meuse)
Mouzay település Franciaországban, Meuse megyében. Lakosainak száma 650 fő (2022. január 1.). Mouzay Baâlon, Juvigny-sur-Loison, Lion-devant-Dun, Louppy-sur-Loison, Milly-sur-Bradon, Mont-devant-Sassey, Murvaux, Sassey-sur-Meuse, Saulmory-et-Villefranche és Stenay községekkel határos.

## Népesség
A település népességének változása:
| Lakosok száma | 900  | 798  | 792  | 729  | 719  | 710  | 692  | 667  | 660  | 650  |
|               | 1968 | 1982 | 1990 | 2006 | 2013 | 2015 | 2017 | 2019 | 2020 | 2022 |